# Ryan Murray
Pour les articles homonymes, voir Murray.
Ryan Murray (né le 27 septembre 1993 à White City dans la province de la Saskatchewan) est un joueur professionnel canadien de hockey sur glace. Il évolue au poste de défenseur.

## Biographie

### Carrière en club
En 2009, il commence sa carrière junior avec les Silvertips d'Everett dans la Ligue de hockey de l'Ouest. Il est choisi au premier tour, en deuxième position par les Blue Jackets de Columbus lors du repêchage d'entrée dans la LNH 2012.
Le 8 octobre 2020, il est échangé aux Devils du New Jersey en retour d'un choix de 5e ronde en 2021.

### Carrière internationale
Il représente l'équipe du Canada au niveau international. Il prend part aux sélections jeunes. En 2012, il est sélectionné pour le championnat du monde devenant le deuxième plus jeune joueur canadien de l'histoire à disputer ce tournoi après Paul Kariya en 1993.

## Statistiques

### En club
| Saison     | Équipe                   | Ligue      |     | Saison régulière | Saison régulière | Saison régulière | Saison régulière | Saison régulière |   | Séries éliminatoires | Séries éliminatoires | Séries éliminatoires | Séries éliminatoires | Séries éliminatoires |
| Saison     | Équipe                   | Ligue      | PJ  | B                | A                | Pts              | Pun              | PJ               | B | A                    | Pts                  | Pun                  |                      |                      |
| 2008-2009  | Canucks de Moose Jaw     | LHMS       | 41  | 12               | 26               | 38               | 12               | 5                | 1 | 6                    | 7                    | 6                    |                      |                      |
| 2008-2009  | Silvertips d'Everett     | LHOu       | -   | -                | -                | -                | -                | 5                | 0 | 1                    | 1                    | 2                    |                      |                      |
| 2009-2010  | Silvertips d'Everett     | LHOu       | 52  | 5                | 22               | 27               | 31               | 7                | 2 | 5                    | 7                    | 2                    |                      |                      |
| 2010-2011  | Silvertips d'Everett     | LHOu       | 70  | 6                | 40               | 46               | 45               | 4                | 1 | 2                    | 3                    | 4                    |                      |                      |
| 2011-2012  | Silvertips d'Everett     | LHOu       | 46  | 9                | 22               | 31               | 31               | 4                | 3 | 2                    | 5                    | 0                    |                      |                      |
| 2012-2013  | Silvertips d'Everett     | LHOu       | 23  | 2                | 15               | 17               | 14               | -                | - | -                    | -                    | -                    |                      |                      |
| 2013-2014  | Blue Jackets de Columbus | LNH        | 66  | 4                | 17               | 21               | 10               | 5                | 0 | 1                    | 1                    | 0                    |                      |                      |
| 2014-2015  | Blue Jackets de Columbus | LNH        | 12  | 1                | 2                | 3                | 8                | -                | - | -                    | -                    | -                    |                      |                      |
| 2015-2016  | Blue Jackets de Columbus | LNH        | 82  | 4                | 21               | 25               | 40               | -                | - | -                    | -                    | -                    |                      |                      |
| 2016-2017  | Blue Jackets de Columbus | LNH        | 60  | 2                | 9                | 11               | 24               | 2                | 0 | 1                    | 1                    | 2                    |                      |                      |
| 2017-2018  | Blue Jackets de Columbus | LNH        | 44  | 1                | 11               | 12               | 8                | 6                | 0 | 1                    | 1                    | 2                    |                      |                      |
| 2017-2018  | Monsters de Cleveland    | LAH        | 1   | 1                | 0                | 1                | 0                | -                | - | -                    | -                    | -                    |                      |                      |
| 2018-2019  | Blue Jackets de Columbus | LNH        | 56  | 1                | 28               | 29               | 10               | -                | - | -                    | -                    | -                    |                      |                      |
| 2019-2020  | Blue Jackets de Columbus | LNH        | 27  | 2                | 7                | 9                | 4                | 9                | 1 | 0                    | 1                    | 2                    |                      |                      |
| 2020-2021  | Devils du New Jersey     | LNH        | 48  | 0                | 14               | 14               | 8                | -                | - | -                    | -                    | -                    |                      |                      |
| 2021-2022  | Avalanche du Colorado    | LNH        | 37  | 0                | 4                | 4                | 2                | -                | - | -                    | -                    | -                    |                      |                      |
| 2022-2023  | Condors de Bakersfield   | LAH        | 2   | 0                | 0                | 0                | 0                | -                | - | -                    | -                    | -                    |                      |                      |
| 2022-2023  | Oilers d'Edmonton        | LNH        | 13  | 0                | 3                | 3                | 4                | -                | - | -                    | -                    | -                    |                      |                      |
| Totaux LNH | Totaux LNH               | Totaux LNH | 445 | 15               | 116              | 131              | 118              | 20               | 1 | 2                    | 3                    | 4                    |                      |                      |

### En équipe nationale
| Année | Équipe     | Compétition                  |    | PJ | B | A  | Pts | Pun | +/-                |  | Résultat |
| 2010  | Canada U18 | Championnat du monde -18 ans | 6  | 0  | 0 | 0  | 2   | +3  | 7e place           |  |          |
| 2011  | Canada U18 | Championnat du monde -18 ans | 7  | 2  | 8 | 10 | 6   | +1  | 4e place           |  |          |
| 2012  | Canada U20 | Championnat du monde junior  | 6  | 0  | 3 | 3  | 0   | +6  | Médaille de bronze |  |          |
| 2012  | Canada     | Championnat du monde         | 6  | 0  | 0 | 0  | 0   | +1  | 5e place           |  |          |
| 2016  | Canada     | Championnat du monde         | 10 | 0  | 5 | 5  | 0   | +6  | Médaille d'or      |  |          |
| 2018  | Canada     | Championnat du monde         | 10 | 0  | 1 | 1  | 4   | -1  | 4e place           |  |          |

## Trophées et honneurs personnels

### Ligue de hockey de l'Ouest
- 2010-2011 : nommé dans la deuxième équipe d'étoiles de la conférence Ouest
- 2011-2012 : 
  - nommé dans la deuxième équipe d'étoiles de la conférence Ouest
  - nommé pour le titre du joueur ayant le meilleur esprit sportif

### Ligue canadienne de hockey
- 2011-2012 : participe au match des meilleurs espoirs

### Ligue nationale de hockey
- 2021-2022 : vainqueur de la Coupe Stanley avec l'Avalanche du Colorado